# Sarah Vaughan
Sarah Lois Vaughan (n. 27 martie 1924 în Newark, New Jersey – d. 3 aprilie 1990 în Hidden Hills, California) a fost o cântăreață americană de muzică jazz, catalogată de criticul Scott Yanow de la allmusic drept „una dintre cele mai minunate voci ale secolului al XX-lea”.